# Енилеев, Алан Русланович
Алан Русланович Енилеев (род. 27 декабря 1988, Фрунзе) — один из первых российских киберспортсменов, автогонщик, в 2006 году чемпион мира в World Cyber Games по Need for Speed.
В 2019 году издание Forbes разместило Алана на 4-м месте в рейтинге самых богатых российских Instagram-блогеров.

## Биография
Родился 27 декабря 1988 года в городе Фрунзе (ныне Бишкек). В детстве его семья переехала в Подмосковье. В школьные годы Алан увлекался спортивными автомобилями, это и стало решающим фактором при выборе тематики компьютерных игр. Родители поддержали хобби сына и подарили на день рождения игровой руль и провели интернет, тогда Алан стал принимать участие в онлайн-соревнованиях по Need For Speed.
После окончания школы поступил в Московский государственный областной университет на факультет юриспруденции. После получения высшего образования работать по специальности не стал.
В 2006 году получил золотую медаль в чемпионате мира World Cyber Games.
В 2008 году оставив кибер спорт Алан занялся журналистикой. Писал статьи для спортивных журналов, брал интервью у гонщиков. Совместно с Андреем Бойко создал гоночную команду Boyko Racing, которая принимает участие в международных соревнованиях.
В 2012 году Алан завершил карьеру автогонщика и создал канал на YouTube, где публикует видео тест драйвов автомобилей различных производителей.

## Достижения
7 февраля 2014 года во время открытия XXII Олимпийских игр в Сочи стал одним из восьми человек, которые вынесли Олимпийский флаг на стадион.
В ноябре 2019 года вошел в ТОП-15 самых богатых российских Instagram-блогеров по версии издания Forbes.

## Награды
В период с 2006 по 2008 год занимал первые места в чемпионатах всероссийского и мирового масшатаба.

### 2006
- Чемпион СНГ по версии чемпионата ASUS Open
- Чемпион Москвы по версии World Cyber Games Russia
- Чемпион России по версии WCG
- Чемпион мира по версии WCG Grand Final

### 2007
- Вице-чемпион СНГ по версии ASUS Open
- Дважды чемпион Москвы и России по версии WCG
- Бронзовый призёр ЧМ WCG в городе Сиэтл (США) WCG

### 2008
- Чемпион СНГ по версии Moscow Fighting Arena